# František Desenský
František Desenský (5. prosince 1913 Pouchov – 1. května 1984 Chicago), byl český a československý politik, člen Československé strany lidové, za kterou byl po válce poslancem Prozatímního a Ústavodárného Národního shromáždění.

## Biografie
Pocházel z rolnické rodiny. Poté, co absolvoval základní školu, navštěvoval odbornou školu hospodářskou v Kuklenách a pak hospodařil na rodinném statku. Už za první republiky se začal politicky angažovat v lidové straně, zpočátku jako člen její mládežnické organizace. Za druhé světové války byl aktivní v domácím odboji a ilegálních strukturách lidové strany. Organizoval pomoc zajatcům. Na konci války se podílel na zřízení revolučního národního výboru a pak se stal členem Místního národního výboru v Hradci Králové. Patřil mezi hlavní zemědělské experty lidové strany. Byl orientován proti KSČ.
V letech 1945–1946 byl poslancem Prozatímního Národního shromáždění za lidovce. Mandát obhájil v parlamentních volbách v roce 1946 a stal se poslancem Ústavodárného Národního shromáždění, kde zasedal do parlamentních voleb v roce 1948.
Po únoru 1948 odešel do emigrace. Usídlil se v Chicagu, kde zřídil prosperující restauraci. Byl aktivní v krajanských organizací. Byl členem Rady svobodného Československa, předsedal odbočce Československé národní rady americké v Chicagu a působil jako tajemník výboru české školy Karla Havlíčka.